# Andrzej Knycz
Andrzej Knycz (ur.16 października 1835 w Kozach zm. 15 października 1902) – polski duchowny rzymskokatolicki.

## Życiorys
Studia teologiczne odbył w Wyższym Seminarium Duchownym w Tarnowie i tam w 1860 przyjął święcenia kapłańskie. Pełnił stanowisko proboszcza w Oświęcimiu. 8 listopada 1895 otrzymał tytuł honorowego obywatelstwa Oświęcimia. 
Przyczynił się do założenia w 1910 przez ojców salezjanów zakładu wychowawczego. W 10 rocznicę tego wydarzenia odsłonięto pomnik (tablicę wraz z popiersiem) upamiętniającą jego osobę, wykonaną w pracowni Józefa Kuleszy. 

## Galeria zdjęć

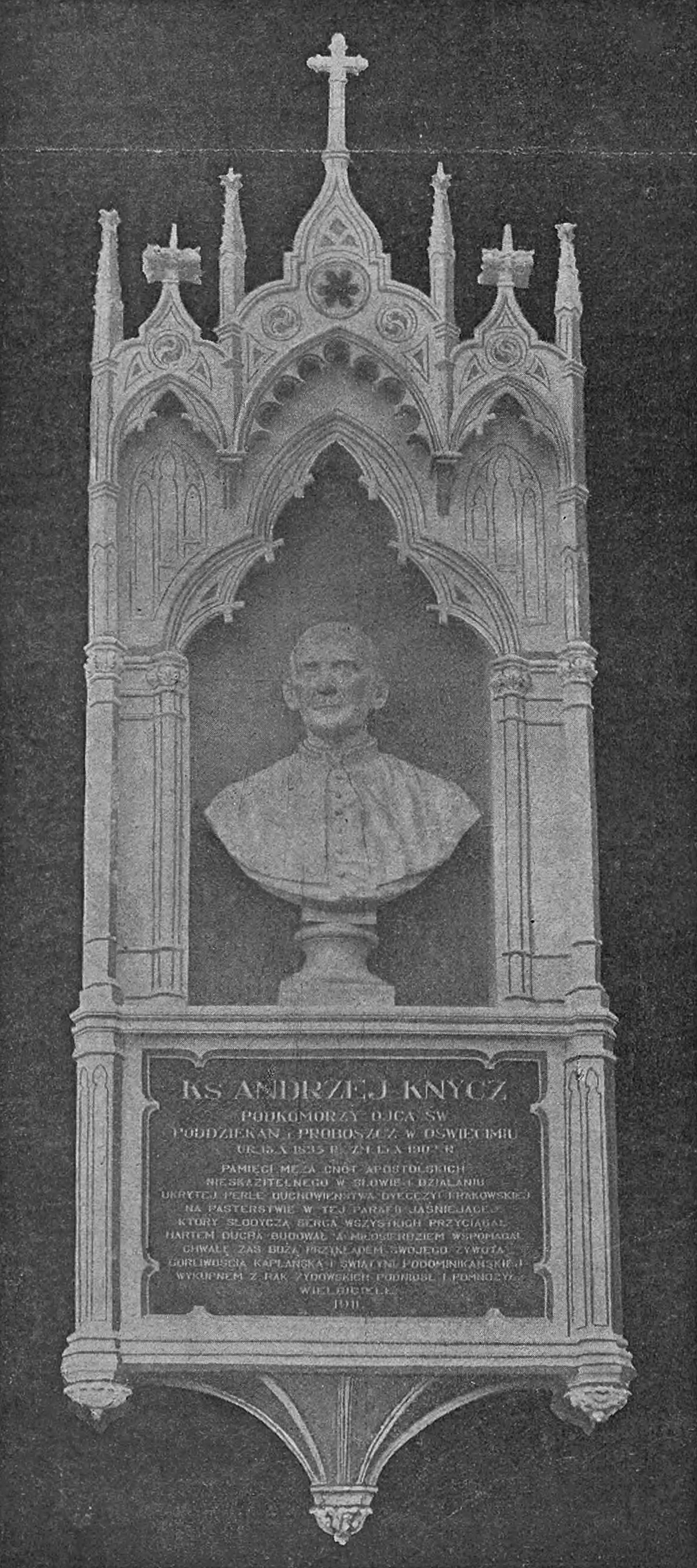
Pomnik z 1911
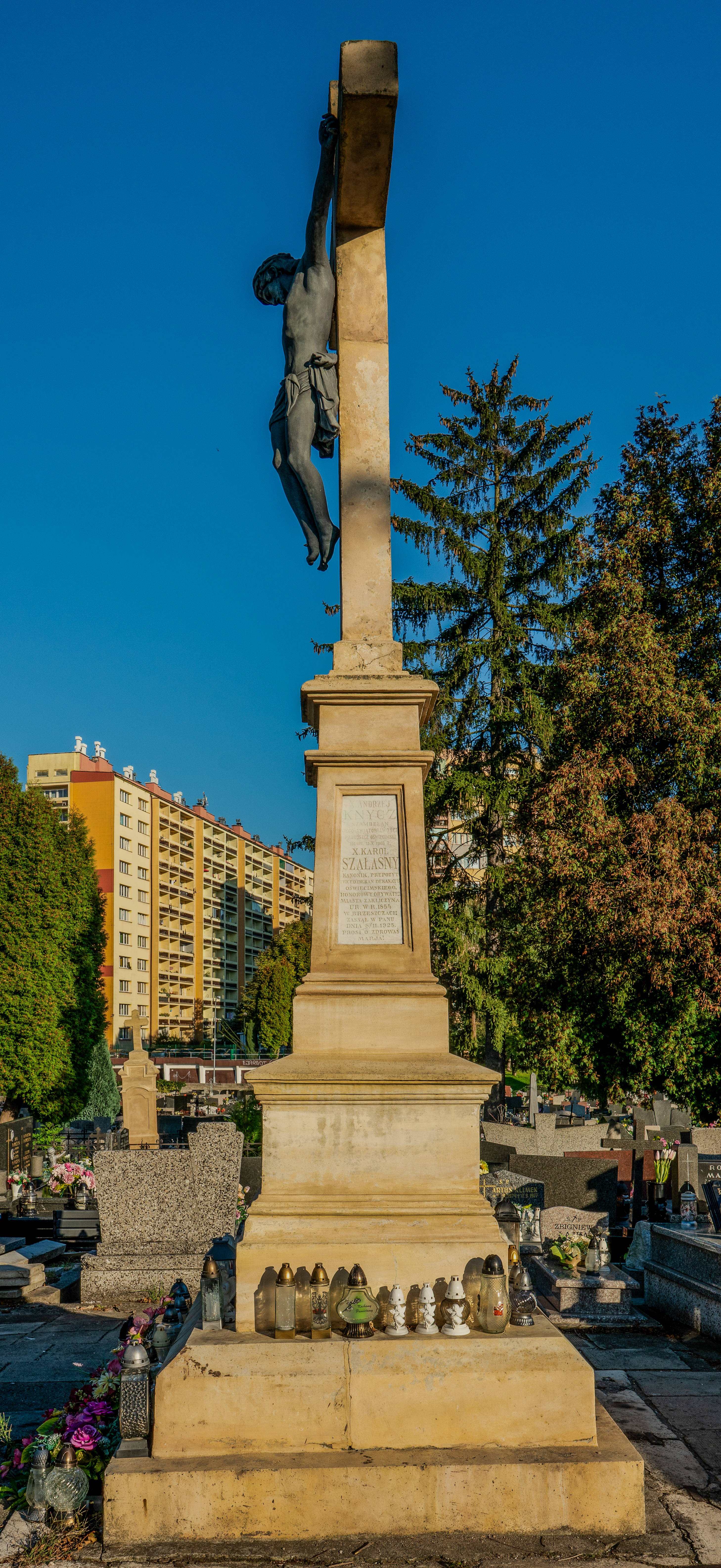
Cmentarz w Oświęcimiu